# Pápai Joci
József Pápai (Tata, Hungría, 22 de septiembre de 1981) más conocido como Pápai Joci, es un cantante, rapero y guitarrista húngaro de etnia gitana.

## Biografía
Nacido en la ciudad húngara de Tata el 22 de septiembre de 1981. Entró en contacto por primera vez en el mundo de la música antigua, cuando su hermano mayor había empezado a tocar la guitarra y a escribir sus propias canciones.
Fue influenciado por la música de la época de 1960 y 1970; y por los géneros rock, pop, soul y R&B contemporáneo.
Su debut en público fue en el año 2005, cuando formó parte de la segunda temporada del concurso televisivo Megasztár - Voice of the Year, inspirado en el formato de Idols y emitido por la cadena TV2. En este programa fue eliminado durante las rondas de consolación. 
Tras su paso por el programa fue entrevistado por el famoso diario húngaro Blikk y además ya se empezó a hacerse bastante conocido por todo el país.
Su primer gran éxito fue la canción "Ne nézz így rám".
En el 2006 colaboró con el rapero Majka, en el sencillo "Nélküled and Nekem ez jár", pero durante estos años su mayor éxito le llegó en 2015 con "Mikor a test örexik" que fue una de sus canciones más destacadas.
A continuación lanzó una canción en colaboración con el cantante Ferenc Molnár y Zével Szabo, titulada "Elrejtett világ".
Seguidamente la última colaboración que ha realizado por el momento con el rapero Majka, ha sido el tema de pop y funk titulado "Senki más".
El día 8 de diciembre de 2016 fue anunciado como uno de las treinta personas participantes en la selección nacional A Dal 2017, con su canción "Origo".
En esta selección, tras progresar hacia la gran final, logró ganarla y se convirtió en el nuevo representante de Hungría en el Festival de la Canción de Eurovisión 2017 que se celebró en la ciudad de Kiev, Ucrania.
Pápai participó en la segunda semifinal y logró su pase a la gran final, en la cual obtuvo 152 puntos del televoto y 48 del jurado, culminando en la octava posición.
Participó de nuevo en A Dal, esta vez en la edición de 2019, con la canción "Az én apám". Ganó, y por ello representó a Hungría por segunda vez en el Festival de la Canción de Eurovisión 2019, que fue celebrada en Tel Aviv, Israel.

## Discografía
- "Ne nézz így rám" (2010)
- "Nélküled 00" (con Majka y Tyson) (2010)
- "Rabolj el!" (2011)
- "Nekem ez jár" (2013) (con Majka, Curtis, y BLR)
- "Mikor a test örexik" (2015) (con Majka)
- "Elrejtett világ" (2015) (con Caramel y Zé Szabó)
- "Senki más" (2016) (con Majka)
- "Origo" (2016)
- "Özönvíz" (2017)
- "Az én apám" (2018)